# Sustinente
Sustinente är en ort och kommun i provinsen Mantua i regionen Lombardiet i Italien. Kommunen hade 2 028 invånare (2018).